# Thân Đam
Thân Đam (tiếng Trung: 申耽; bính âm: Shen Dan), tự Nghĩa Cử (義舉), là quan viên, tướng lĩnh dưới quyền Trương Lỗ, Tào Tháo và Lưu Bị thời Tam Quốc trong lịch sử Trung Quốc.

## Cuộc đời
Thân Đam quê ở quận Hán Trung, sau phân chia thành thành quận Thượng Dung, Ích Châu, vốn là hào cường trong huyện.
Thân Đam cùng mấy nhà cường hào ở các huyện Tây Bình, Thượng Dung thuộc quận Hán Trung âm thầm liên kết, thần phục Trương Lỗ, cấu kết chặt chẽ. Về sau, Thân Đam sai sứ giả đến bái kiến Tào Tháo, được Tào Tháo phong làm tướng quân, Thương Dung đô úy. Năm 215, Tào Tháo bình định Hán Trung, chia quận Hán Trung thành các quận Hán Trung, Thượng Dung, Phòng Lăng, Tây Thành. Thân Đam được phong làm thái thú Thượng Dung, tước Viên hương hầu.
Năm 219, Lưu Bị đánh bại Tào Tháo ở Hán Trung, cấp tốc thu phục các huyện cũ, sai Mạnh Đạt từ Tỉ Quy hướng bắc tấn công các quận phía đông. Mạnh Đạt chém thái thú Phòng Lăng là Khoái Kỳ tại trận, chiếm được Phòng Lăng, uy hiếp Thượng Dung. Lưu Bị lại phái Lưu Phong dẫn quân đến kiềm chế Mạnh Đạt.
Hai quân bao vây, Thân Đam bèn mở thành đầu hàng, đem vợ con cùng tông tộc di chuyển tới Thành Đô làm con tin. Lưu Bị phong Đam làm Chinh Bắc tướng quân, giữ nguyên tước Viên hương hầu, vẫn làm thái thú như cũ, lại phong em trai của Đam là Thân Nghi làm Kiến Tín tướng quân, giữ chức thái thú Tây Thành.
Năm 219, Quan Vũ trên đường bắc phạt bị quân Đông Ngô đánh lén, bị Tôn Quyền xử chém. Khi đó Quan Vũ nhiều lần gửi thư cầu viện, nhưng Mạnh Đạt lại khuyên Lưu Phong không dẫn quân cứu viện. Năm 220, Mạnh Đạt cùng Lưu Phong bất hòa, hai người trở mặt. Mạnh Đạt lo sợ bị kết tội bỏ mặc Quan Vũ, dẫn bộ hạ hàng Ngụy, lại cấu kết với Thân Nghi đánh tan quân Lưu Phong, bức Lưu Phong chạy về Thành Đô.
Thân Đam rơi vào đường cùng, đành phải đầu hàng. Bởi vì Thân Đam đầu hàng trong tình thế bất đắc dĩ, Tào Phi cho rằng không thật lòng, tước đoạt quân quyền của Đam, đem tước vị Viên hương hầu ban cho Thân Nghi. Đam được phong hiệu Hoài tập tướng quân, giam lỏng ở Nam Dương đến lúc chết. Năm 228, Mạnh Đạt nổi dậy thất bại, hối hận ngày trước hại chết Lưu Phong, Thân Đam.

## Gia đình
- Thân Nghi, em trai của Thân Đam, thay tước Viên hương hầu.[2]

## Trong văn hóa
Trong tiểu thuyết Tam quốc diễn nghĩa, Thân Đam xuất hiện từ hồi 73 đến hồi 95, được mô tả là dạng tiểu nhân phản phúc. Lưu Bị đánh đuổi quân Tào, sai Mạnh Đạt, Lưu Phong, Vương Bình dẫn quân tấn công Phòng Lăng. Thân Đam khi ấy là thái thú Phòng Lăng, nghe tin Tào Tháo đã bỏ chạy bèn ra hàng. Lưu Bị vào thành yên dân, khao thưởng ba quân. Sau Lưu Bị nghe theo lời
Liêu Hóa, muốn bắt Lưu Phong, Mạnh Đạt đền tội bỏ mặc Quan Vũ, lại bị Bành Dạng mật báo. Mạnh Đạt biết tin, hỏi ý kiến hai anh em Thân Đam, Thân Nghi, khi đó đang giữ chức đô úy Thượng Dung và Phòng Lăng. Đam, Nghi xúi Mạnh Đạt đầu hàng Tào Ngụy. Thân Đam ở Thượng Dung, Thân Nghi ở Phòng Lăng ngăn quân Lưu Phong ở ngoài thành, khiến quân của Phong bị Từ Hoảng, Hạ Hầu Thượng truy kích đánh tan, phải rút về Thành Đô.
Sau, Tào Duệ lên ngôi, Mạnh Đạt bị triều thần ghen ghét, đâm ra lo sợ, muốn dấy binh về Thục, bèn âm thầm bàn mưu với thái thú Thượng Dung Thân Đam, thái thú Tây Thành Thân Nghi. Hai người mặt ngoài nghe theo, nhưng lại sai người mật báo cho Tư Mã Ý, mặt ngoài thao luyện quân mã, bên trong thì chờ đợi thời cơ làm nội ứng. Khi quân Ngụy kéo đến, Thân Đam, Thân Nghi dẫn quân đến Tân Thành, Mạnh Đạt tưởng hai người dẫn quân đến cứu viện, mở cửa thành ra ngoài nghênh đón. Đến nơi, Thân Đam, Thân Nghi hô: Phản tặc chớ chạy, mau mau chịu chết đi! Mạnh Đạt định chạy vào thành thì Đặng Hiền, Lý Phụ đóng cửa thành đầu hàng. Trên đường tháo chạy, Mạnh Đạt bị Thân Nghi giết chết. Hai anh em Thân Đam, Thân Nghi được Tư Mã Ý thăng chức, cho theo quân.
Gia Cát Lượng bắc phạt, Tào Duệ phái Tư Mã Ý đem quân chống lại. Ý kéo quân đến Nhai Đình, phát hiện tướng canh giữ là Mã Tắc đóng quân sơ hở, cho Trương Cáp bao vây Vương Bình, cho Thân Đam, Thân Nghi chặn nguồn nước, vây Mã Tắc, khiến quân Thục rối loạn. Khi Ngụy Diên dẫn quân đến cứu viện Mã Tắc, Vương Bình, thì bị Đam, Nghi mai phục đánh bại, Diên cố cứu được hai tướng rồi rút chạy. Gia Cát Lượng biết tin, thấy tình thế đã mất, cho đại quân lui về. Tư Mã Ý muốn thừa thế thu phục các quận đã mất, sai Thân Đam, Thân Nghi giữ thành Liệt Liễu, cùng Trương Cáp chia quân.
Trong phim truyền hình Tam quốc diễn nghĩa của đài CCTV, sau khi giết Mạnh Đạt, hai anh em Thân Đam, Thân Nghi bị Tư Mã Ý dùng lý do thay đổi thất thường, không thể tín nhiệm xử trảm.